# Airbäg
Airbäg war eine Schweizer Mundartrock-Band aus dem Kanton Bern in der Schweiz.

## Bandgeschichte
Airbäg formierte sich 1995 in Hofstetten bei Brienz als vierköpfige Schülerband. 1997 gewann sie den Prix Walo in der Kategorie Newcomer. Damit begann eine erste erfolgreiche Phase, die nach drei kommerziell erfolgreichen Alben und zahlreichen Konzerten im Januar 2002 in einem Timeout mündete. Nach der dreijährigen Kreativpause meldete sich die Band 2005 mit ihrem vierten Album zurück, gefolgt von einer längeren Club- und Festivaltour. Airbäg löste sich nach dem Abschlusskonzert vom 13. Mai 2006 in der Alten Moschti in Mühlethurnen auf.

## Diskografie

### Alben
- Dumm gange (1998)
- Chäs und Brot (2000)
- Lueg doch (2001)
- Wiiber WG (2005)[3]

### Singles
- Weschtschwiiz (1999)